# Степанюк Петро Наумович
Степанюк Петро Наумович (10 серпня 1927—1991) — відомий фольклорист, етнограф, записувач і пропагандист традиційної української фольклорної музики.

## Життєпис
Народився Петро Наумович 10 серпня 1927 року в селі Луко Володимирецького району Рівненської області. Освіту здобував у Дубнівському культосвітньому училищі. У доробку митця чимало обробок народних мелодій. За його участю створено кращі фольклорні колективи Дубровицького району, що пропагують традиції поліського співу. Був знавцем, шанувальником і популяризатором поліської народної пісні.
Пісня для Петра Степанюка стала його щасливою долею. Він не міг уявити без неї життя. Вона гойдала його у своїх долонях, виколисувала своєю ніжнністю і неповторністю. Вперше почув пісню від своєї мами у с. Луко Володимирецького району, звідти і повела вона у широкий світ народного мистецтва, з яким і пов'язав своє життя. Тут почув гру народних музик і мелодій сільських співаків, які «шліфували» свою майстерність на весіллях.
|  | Світи , місяцю, з раю До нашого короваю, Щоб було виднесенько Краяти дрібнесенько По маленькій крошині, Щоб було всій родині. |

Згодом Петро Наумович із баянам за плечима, нерідко й пішки, поспішав до односельців на зустріч із піснею. Він був не тільки великим помічником колективам художньої самодіяльності, а й сам їх чимало організовував. Зокрема хор-ланку с. Крупове, на той час це був популярний колектив, який став лауреатом багатьох фестивалів народного мистецтва, виступав по телебаченню, пісні у його виконанні записані на платівку, йому присвоєно звання «Народна хор-ланка» .Є платівки з її піснями. Були в Петра Наумовича і безліч нагород, і успіх, загальнолюдське визнання на всіх рівнях. Були Київ і Львів, Рівне і білоруський Кермаш, незліченні звіти і обмінні концерти, маршрути агітбригади, записи на радіо і телебаченні. З його ініціативи у 1956 році було запроваджено щорічні фестивалі народної творчості у Висоцькому районі.
Але у всьому цьому розмаїтті подій була душа Степанюка. Яка вітала всіх людей таким рідним: «ХАЙ ВАМ ДОБРЕ БУДЕ», і борони Боже, що б хтось колись помітив у нього хоч крихітку зазнайства чи самовтіхи. Цей скромний чоловік відзначався надзвичайною працездатністю. Працюючи директором районного будинку культури, він приділяв увагу всім сільським клубам, яких на той час було 120, надавав їм методичну і практичну допомогу. Він був не тільки помічником молодим колективам художньої самодіяльності, а й багато колективів організовував і сам.

## Творчі колективи
За участю Петра Наумовича в Дубровицькому районі організовані Курашська та Лісівська хор-ланки, хорові колективи при районному, Орвяницькому, Залузькому будинках культури, фольклорний колектив « Берегиня» в Круповому, перший родинний ансамбль родини Олексієвців у Залужжі та родинний Чудіновичів у Сварицевичах . У далекому 1966 році Петро Наумович вперше зустрівся на районній сцені з хор-ланкою с. Кураш. А з 1970 року і до кінця своїх днів був незмінним керівником цього колективу. Під його керівництвом колектив у 1973 році був відзначений грамотою Президії Верховної Ради України. У 1975 році колектив отримав звання «народний». Самодіяльний митець написав багато власних творів. Найвідоміші «Поліський Край» на слова В. Жигуна, « Синові в дорогу» на слова М. Сингаївського, разом з В. Попенком написали « Пісню про Дубровицю». Але найбільше він вболівав за народні пісні. Завдяки його творчим доробкам збереглися на Поліссі обряд «Водіння Куста (Зелені Свята)» в с. Сварицевичах, і курашські «Веснянки». Він завжди сприяв фольклорним експедиціям з Рівного, Києва, Москви, для того, щоб вони зафіксували якнайбільш перлин народної душі. Помер талановитий музикант і фольклорист у 1991 році.